# Benedict Majekodunmi
Benedict Majekodunmi (* 12. Januar 1940 in Abeokuta; † Januar 2023) war ein nigerianischer Sprinter.
1966 scheiterte er bei den British Empire and Commonwealth Games in Kingston über 440 Yards im Vorlauf und wurde mit der nigerianischen 4-mal-440-Yards-Stafette Sechster.
Bei den Olympischen Spielen 1968 wurde er in der 4-mal-100-Meter-Staffel mit der nigerianischen Mannschaft im Halbfinale disqualifiziert.
1970 erreichte er bei den British Commonwealth Games in Edinburgh über 100 m das Halbfinale und wurde in der 4-mal-100-Meter-Staffel Siebter.
Bei den Olympischen Spielen 1972 in München schied er über 100 m im Vorlauf aus. In der 4-mal-100-Meter-Staffel wurde er im Vorlauf eingesetzt; ohne ihn schied das nigerianische Quartett im Halbfinale aus.
1974 gewann er bei den British Commonwealth Games in Christchurch mit der nigerianischen 4-mal-100-Meter-Stafette Bronze. Über 100 m kam er nicht über die erste Runde hinaus.
Seine persönliche Bestzeit über 100 m von 10,3 s stellte er 1968 auf.